# Römisch-katholische Kirche in Laos

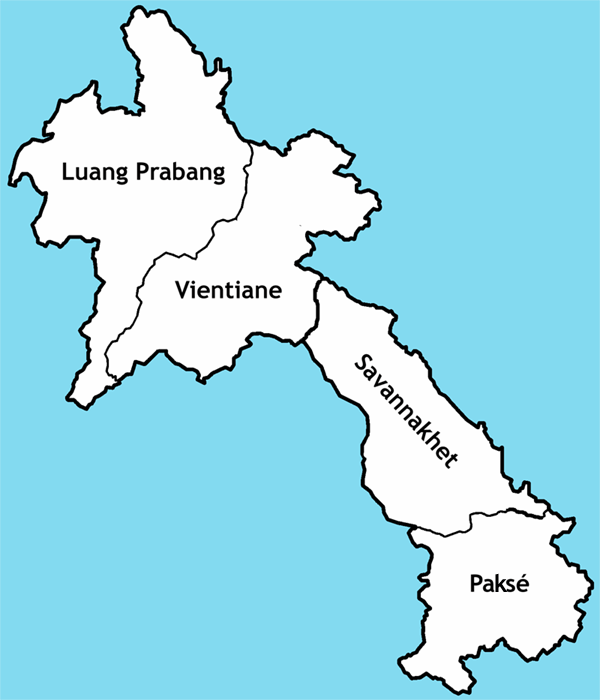

Die katholische Kirche in Laos ist eine religiöse Minderheit. Sie ist seit Beginn des 20. Jahrhunderts in Laos tätig. In Laos lebten 2012 rund 45.000 Katholiken. Im Jahr 2020 waren 0,6 % der laotischen Bevölkerung Katholiken. Von ihnen stammen nur wenige aus Laos selbst, die meisten kommen aus Vietnam. Sie leben vor allem in den städtischen Ballungsgebieten des Mekong-Flusses in den zentralen und südlichen Regionen des Landes.
Apostolischer Delegat in Laos ist seit 2023 Erzbischof Peter Bryan Wells.

## Unterdrückung und Beschränkungen
Laos gilt als eines der Länder, in welchen man von einer Unterdrückung der katholischen Kirche sprechen kann. Entsprechend schwierig ist die Situation. So gibt es bis heute keine Bistümer in Laos, sondern lediglich vier Apostolische Vikariate in Paksé, Savannakhet, Vientiane und Luang Prabang. In Luang Prabang wurde der Apostolische Vikar 1975 der Region verwiesen und das kirchliche Eigentum vom Staat eingezogen. 2003 wurde der katholischen Kirche in Luang Prabang der Rückkauf eines Grundstücks gestattet, auf welchem sie 2005 eine Kirche errichtete.

## Gemeinden und Einrichtungen
In Laos bestehen 23 katholische Kirchengemeinden. Eine der ältesten ist die Gemeinde Sacré-Cœur in der Hauptstadt Vientiane, deren Pfarrkirche 1928 erbaut wurde. Die Zahl der katholischen Ordensleute lag 2003 bei 118. In Thakhek gibt es ein katholisches Priesterseminar.

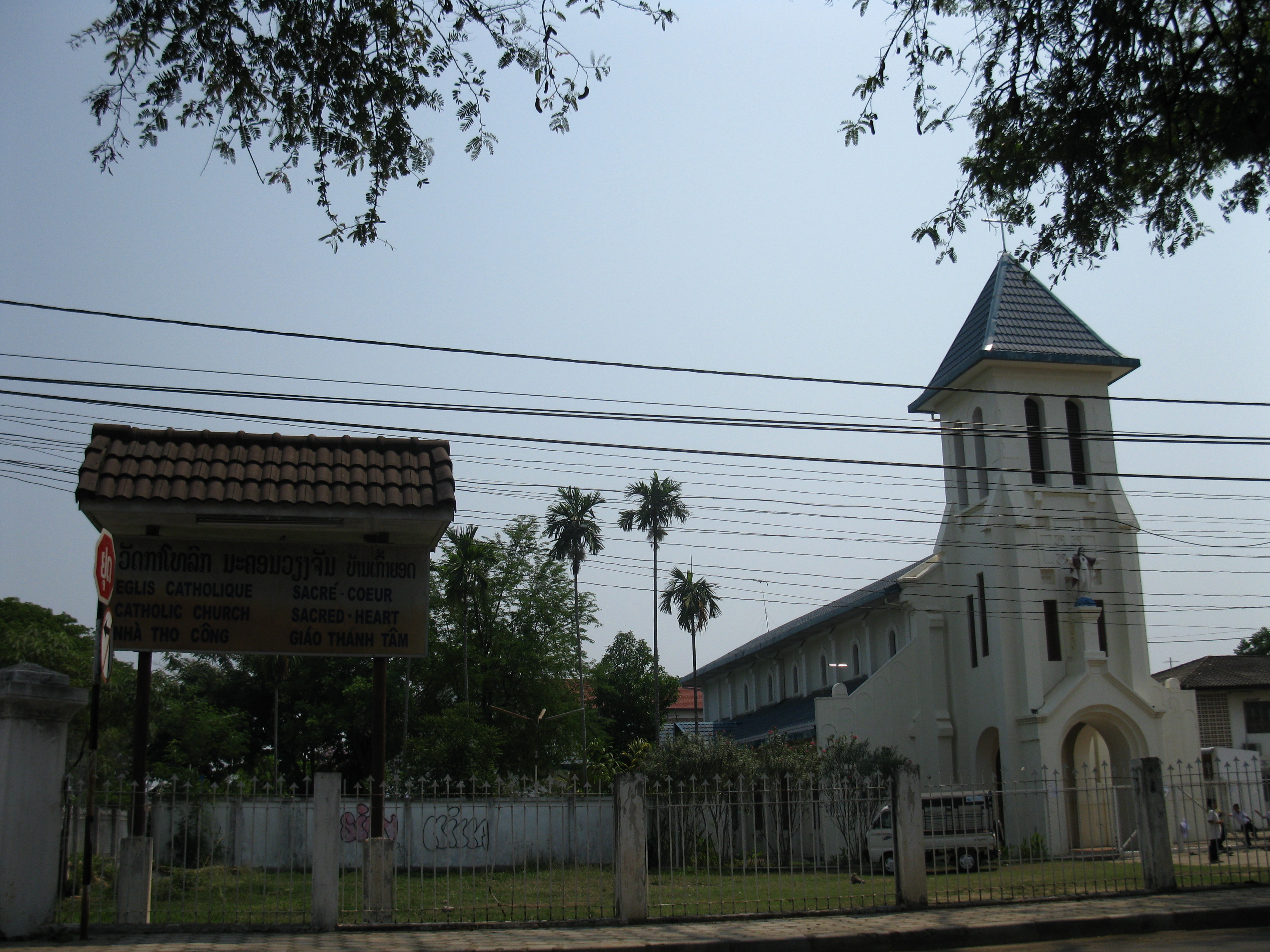
Kirche „Sacré-Cœur“ (1928) in Vientiane
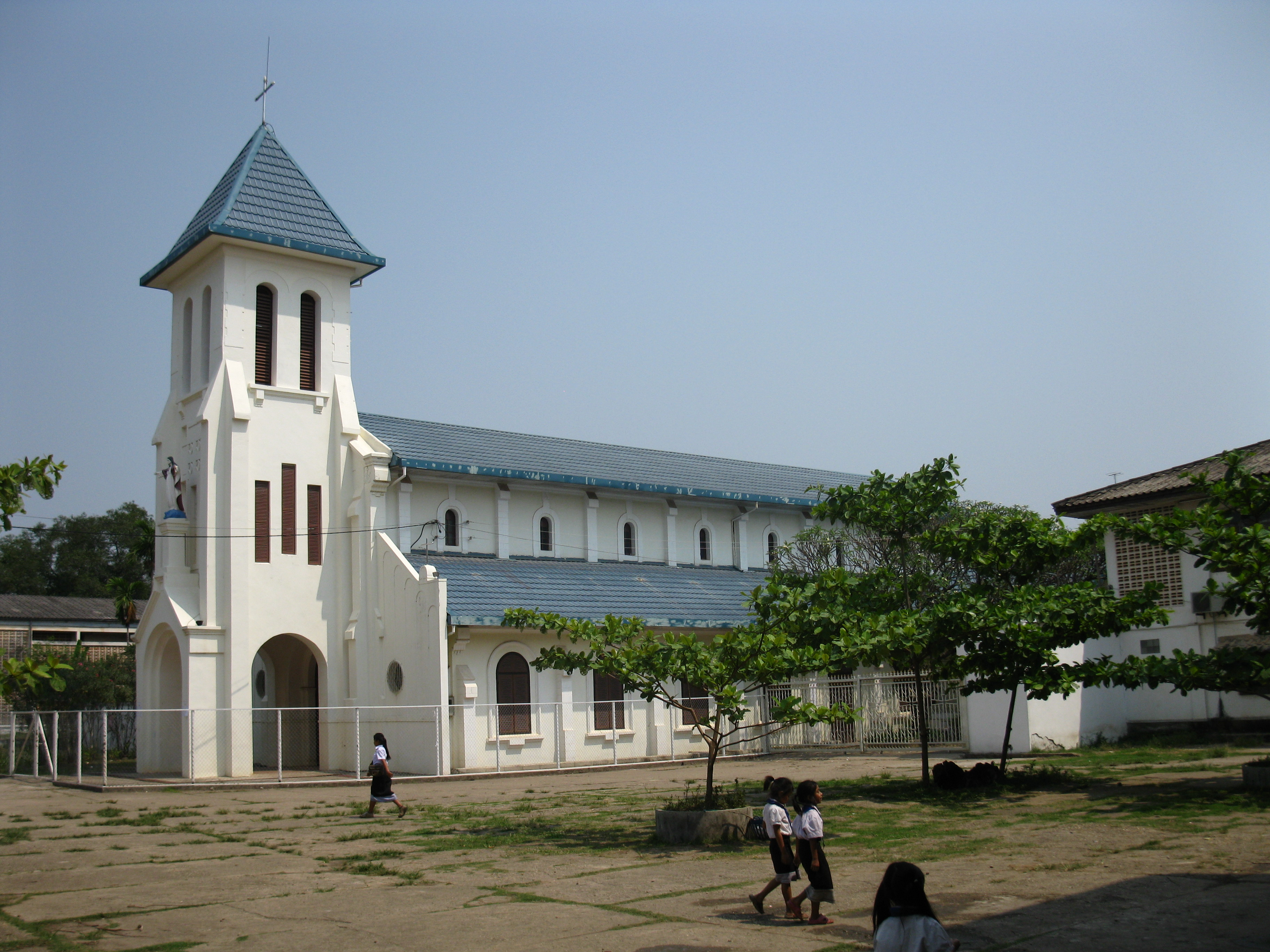
Kirche „Sacré-Cœur“ (1928) in Vientiane
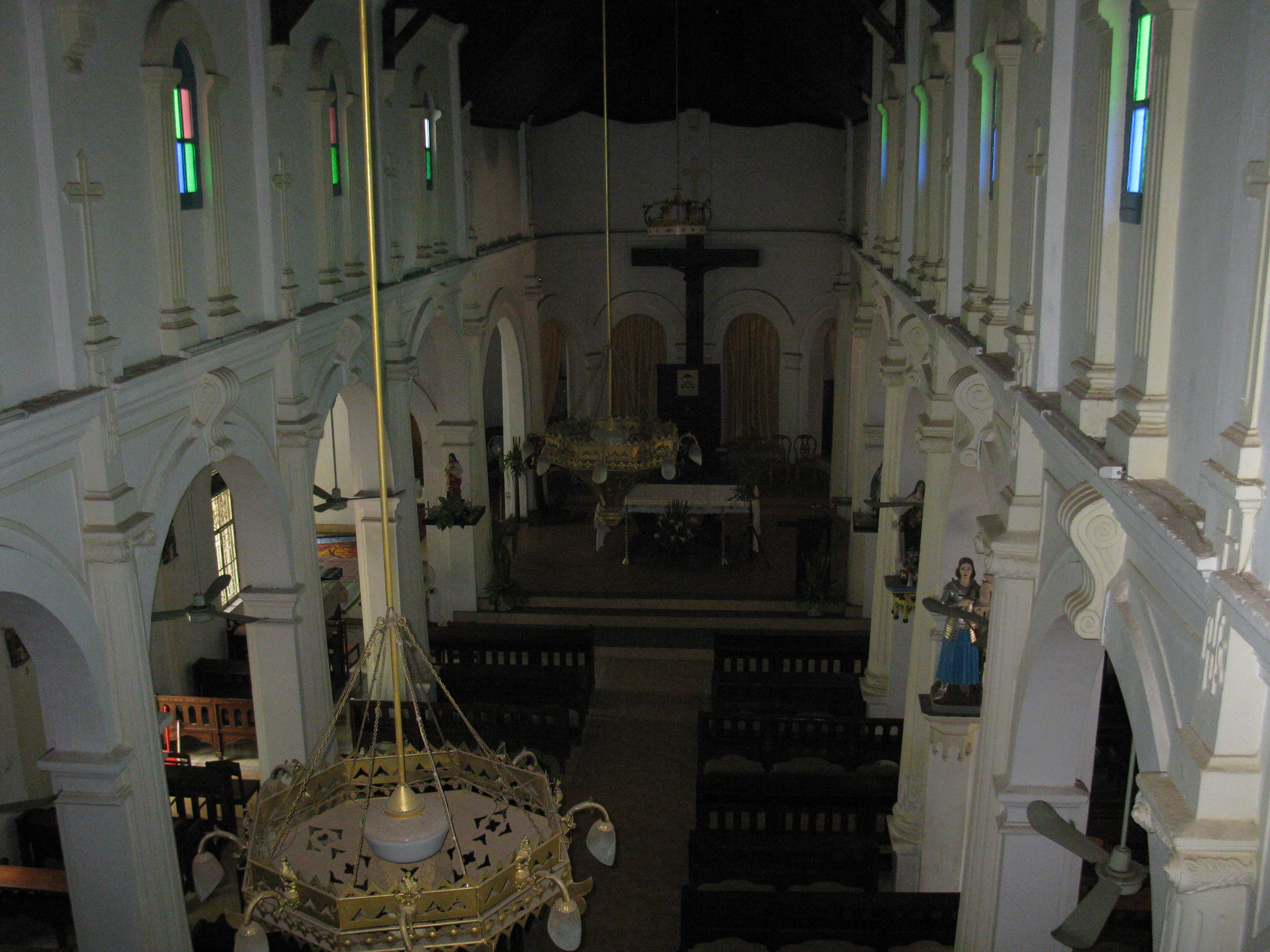
Kirche „Sacré-Cœur“ (1928) in Vientiane
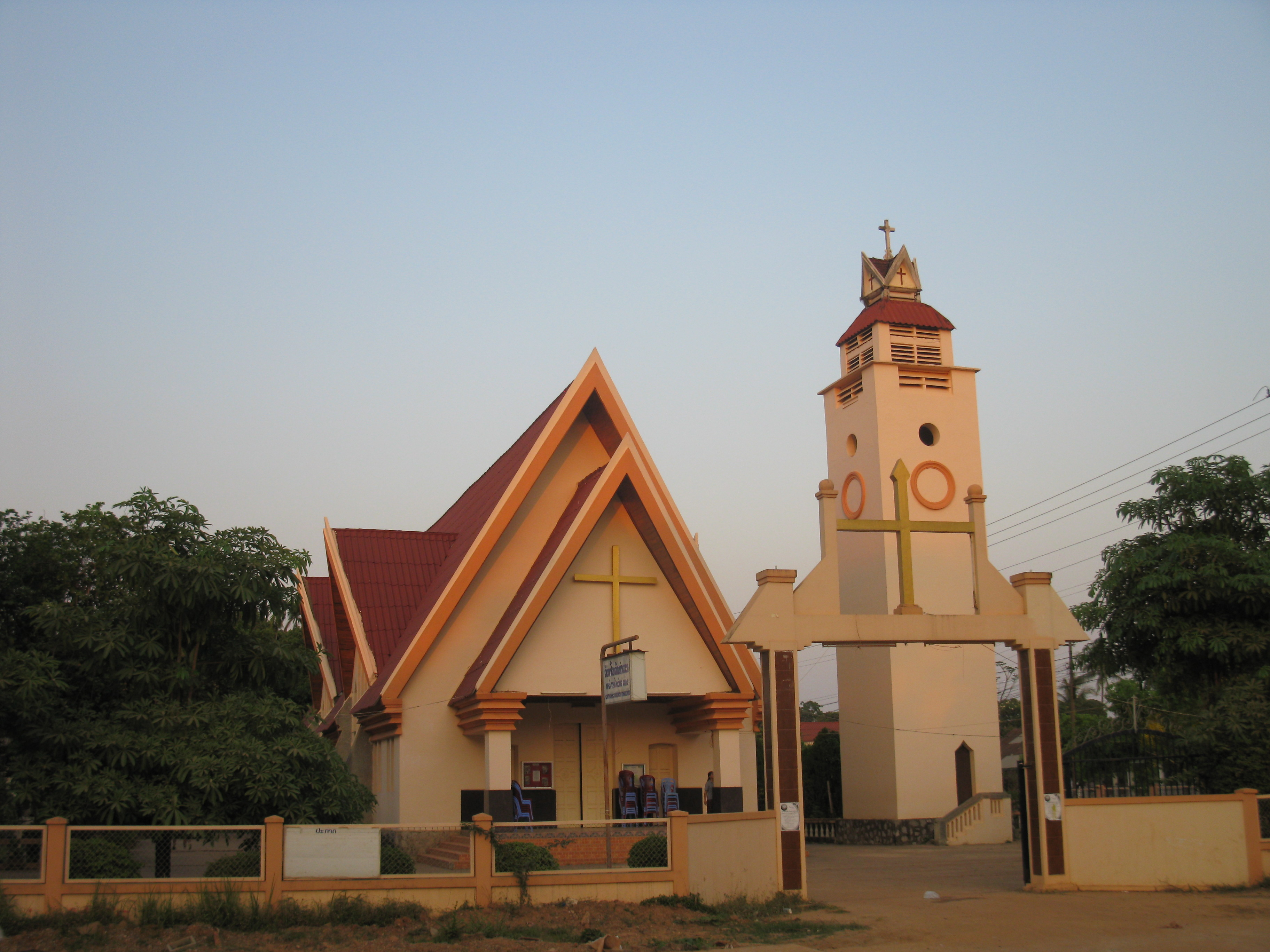
Katholische Kirche in Thakhek
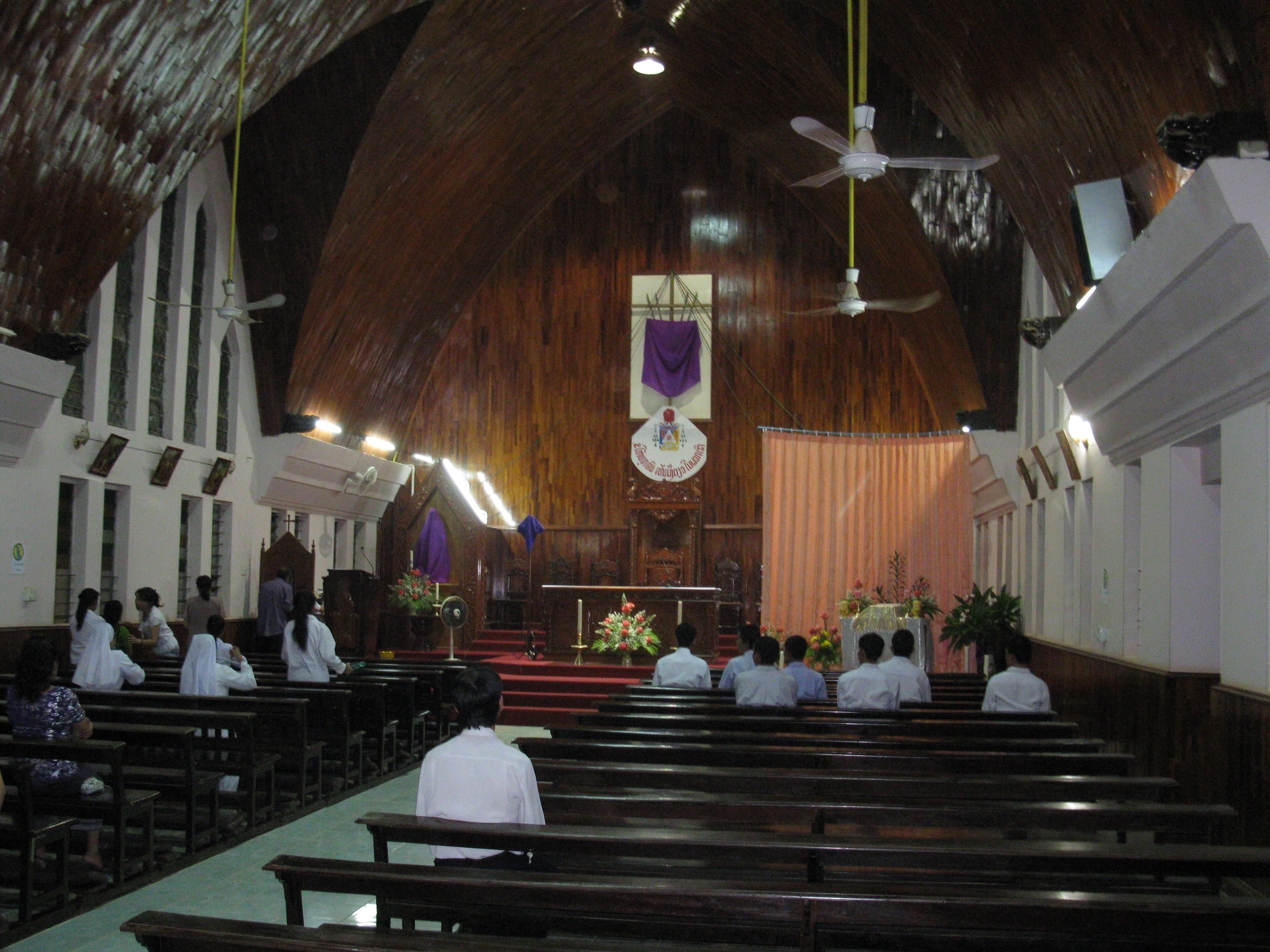
Katholische Kirche in Thakhek
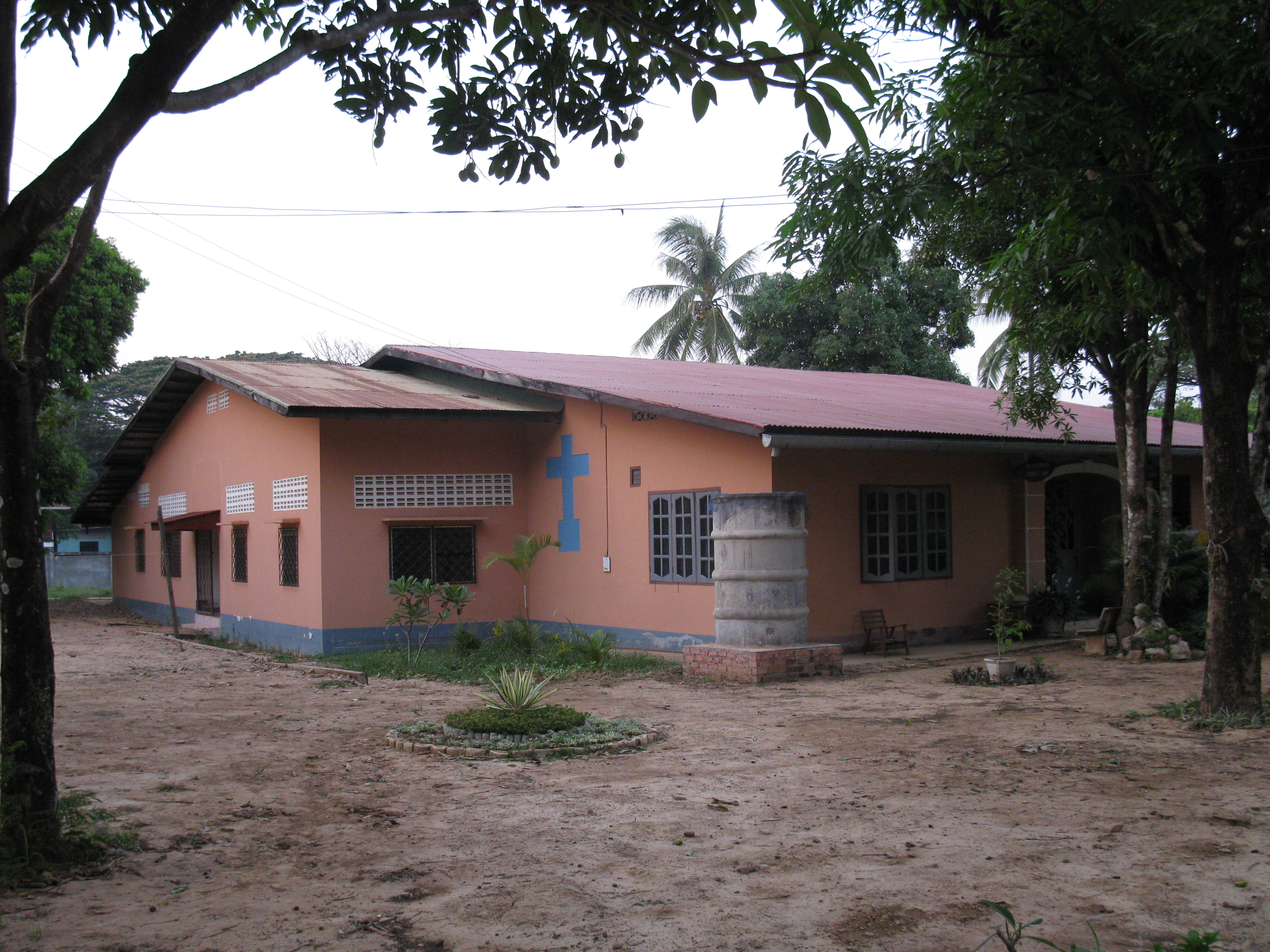
Priesterseminar in Thakhek